# Миленко Мисаиловић
Миленко Мисаиловић (Кремна, 2. април 1923 — Београд, 26. априла 2015) био је књижевник, позоришни редитељ и театролог.
Био је један од најзначајнијих српских теоретичара драме, драматурга, драмских писаца и редитеља. Задужио је драмску и позоришну публику својим многобројним истраживањима, која су утрла пут новој театарској мисли и савременим драмским токовима.

## Биографија
- Миленко Мисаиловић је основну школу и гимназију завршио у родном месту и у Ужицу.

- Дипломирао је филозофију на Филозофском факултету у Београду 1949. године.
- Студије режије је завршио у класи Бојана Ступице и Јосипа Кулунџића 1952. године на Академији за позоришну и филмску уметност у Београду.
- Позоришну естетику је студирао је 1965/1966. у Паризу на Сорбони (Institut d’Etudes Théâtrales).
- Докторску дисертацију „Дијалектичност Нушићеве комедиографије“ одбранио је јуна 1981. на Филолошком факултету у Београду.[3]

- Прву представу (Аутобуска станица Вилијама Инџа) у Народном позоришту у Београду, режирао је 10. јануара 1958. До краја стваралачке делатности, режирао је укупно 62 представе.
- Био је и драмски писац и позоришни критичар НИН-а. Написао је велики број изузетно значајних есеја, студија и теоријскo-естетичких радова и постао један од водећих театролога у тадашњој Југославији; по значају запажен и уведен у светске енциклопедије.[4]